# Cubulteria
Cubulteria (décrite au fil des siècles sous de nombreux noms : Kupelternum, Combulteria, Cumpulteria, Cuultere, Cornelli) était une ancienne ville samnite puis romaine située à proximité des communes actuelles de Dragoni et Alvignano dans la province de Caserte en Campanie,.
Cubulteria fut l'un des rares centres samnites qui osèrent défier Rome en s'alliant à Carthage et Hannibal Barca puis en subissant la colère destructrice de Quintus Fabius Maximus Verrucosus.

## Historique
Bien que son emplacement précis ne soit pas connu, on sait que Cubulteria se trouvait près du fleuve Volturno et du pont romain (Ponte Anicio) qui reliait Allifae à la plaine de Campanie. La ville était donc un centre hautement stratégique car elle contrôlait la moyenne vallée du Volturno, constituant, avec les centres de Trebula Balliensis et Caiatia, une charnière pour la défense armée entre les Monts Trebulani et le massif du Matese et était, en même temps, le lieu de passage forcé pour le commerce. C'est devenu un carrefour routier important avec des embranchements routiers en direction d' Alife, Trebula , Caiatia et Telesia, ainsi que vers la Via Latina.

### La conquête de Rome
Vers le milieu du IVe siècle av. J.-C., Rome, bien qu'elle soit encore un petit état par rapport aux grandes puissances de la Méditerranée, tenta d'étendre ses dominations en établissant de nouvelles alliances en dehors du contexte régional, ne considérant plus comme sûre l'amitié avec les Latins. En 354 av. J.-C., un traité d'alliance fut ainsi conclu avec les tribus samnites des Caracènes, des Pentres, des Caudins et des Hirpins, qui, à leur tour, avaient déjà donné vie à une fédération tendant à une expansion territoriale vers la plaine de Campanie pour échapper à la pauvreté de leur pays. Lorsqu'en 343 av. J.-C. les tribus samnites tentèrent d'occuper Teanum et Capoue, cette dernière ville demanda la protection de Rome qui, contrainte par l'alliance avec les Samnites, hésita à intervenir. Cependant, Rome céda lorsque la ville de Capoue se livra entièrement à son pouvoir, citoyens et biens. C'est ainsi que le Sénat romain décida de rompre l'alliance avec les Samnites pour intervenir dans la défense des Campaniens, déterminant le début de la première guerre samnite, menée de 343 à 341 av. J.-C..

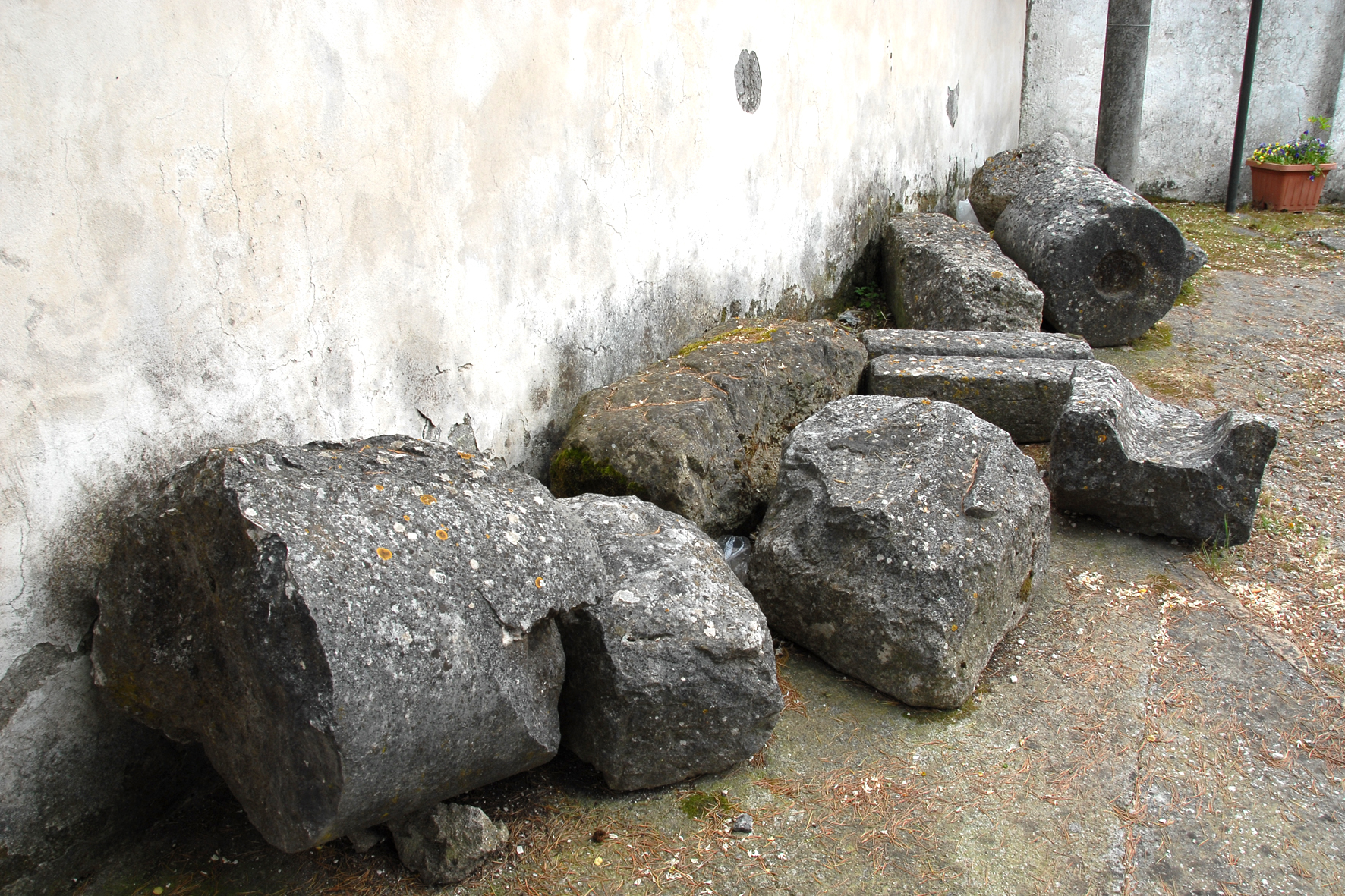
Vestiges archéologiques de la ville de Cubulteria.

Ce n'est qu'en 272 av. J.-C. que Cubulteria, Caiatia et Trebula furent contraintes de former des ligues séparées avec Rome, devenant ainsi des peuples fédérés. Ils restaient théoriquement libres et au moins les deux premiers jouissaient du droit de frapper leur propre monnaie. Cependant, ils devaient fournir une aide à Rome et n'avaient pas le droit de faire la guerre sans l'autorisation du Sénat romain. La soumission des Samnites et donc aussi des Cubulterini était assez précaire, comme en témoignent diverses tentatives d'insurrection.
Cependant, les événements les plus importants pour Cubulteria se sont produits pendant la deuxième guerre punique de 218 à 202 av. J.-C. et nous disposons de plus d'informations à leur sujet. En 217 av. J.-C. Hannibal Barca occupa Telesia, probablement la même année aussi les villes du Moyen Volturno et parmi elles Cubulteria. Tous sauf Caiatia ont fait défection chez les Carthaginois. Bientôt cependant, comme le raconte Tite-Live, Cubulteria fut reprise par le dictateur Quintus Fabius Maximus Verrucosus, pour la première fois en 215 et de nouveau en 214 av. J.-C. Après avoir conquis Capoue, Fabius Maximus, après avoir traversé le Volturno, atteignit le territoire de Trebula, la ville samnite la plus proche de lui, parmi ceux qui se sont rebellés contre Rome, l'ont pris d'assaut et l'ont conquis. Elle s'est ensuite déplacée vers le territoire cubultérien du côté qui bordait le territoire de Trebula en suivant un embranchement de la Via Latina qui traverse les collines jusqu'à l'actuelle route des tours aragonaises qui reliait Trebula à Cubulteria et a également pris d'assaut cette dernière ville, gérant capturer, outre un grand nombre de Campaniens, également la garnison laissée par Hannibal.

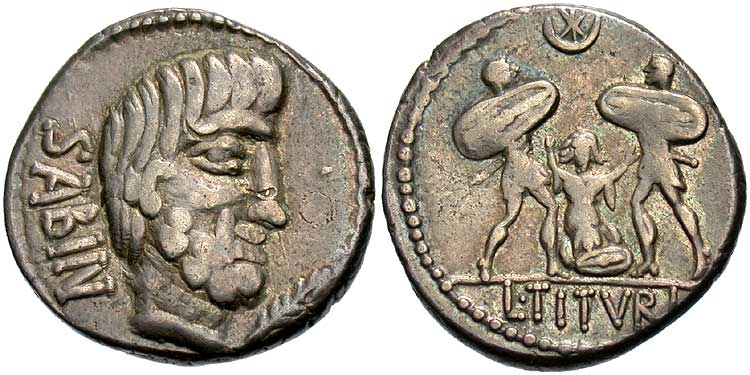
Denier de la République romaine figurant, sur son revers, la mort légendaire de Tarpeia sous les boucliers sabins. Pièce frappée en -89

L'année suivante, 214 av. J.-C., Fabius Maximus dévasta encore plus le territoire des Caudins. Les champs ont été largement incendiés et le bétail et les hommes ont été pillés, de nombreuses villes samnites, lucaniennes et des Pouilles ont été prises d'assaut, y compris les villes de Cubulteria et Telesia. Il y eut 25 000 morts au combat et prisonniers, ainsi que 370 déserteurs qui furent emmenés à Rome, fouettés et jetés du la Roche Tarpéienne. Après ces événements, Cubulteria est restée fidèle à Rome.

### Renaissance et déclin

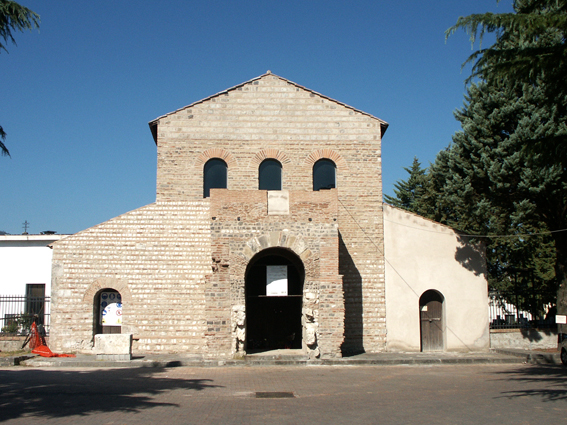
Basilique Sainte-Marie de Culbuteria d'Alvignano.

Elle fut embellie par la construction de nombreux monuments, comme les temples de la déesse Bona et Junon, et d'édifices publics, comme le forum, la basilique, l'aqueduc, et entourée d'une muraille érigée sous le règne de l'empereur Hadrien en 119.
À la période romaine succèdent les années de christianisation avec la construction de la basilique paléochrétienne. Elle fut siège épiscopal jusqu'à la fin du VIIe siècle, date à laquelle elle fut pillée par les Lombards.
Finalement, les destructions par les pirates sarrasins (IXe siècle et les terribles famines et épidémies qui éclatèrent au seuil de l'an mille décrétèrent la fin de Cubulteria. La population se réfugia sur les collines Caprensi (Monti Trebulani (it)) sur les pentes desquelles furent fondées les villes d'Alvignano et Dragoni, plus saines et plus protégées .
Actuellement, il ne reste que quelques misérables trouvailles de Cubulteria et le seul monument en mémoire de la ville antique est la Basilique Sainte-Marie de Culbuteria d'Alvignano aujourd'hui dédiée à Saint Ferdinand d'Aragon, probablement construite sur les restes d'un temple romain.

## Monnaie

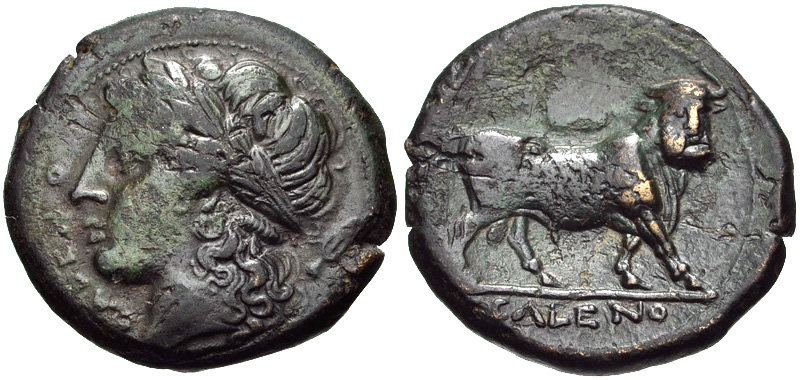
Apollon et taureau sur monnaie de Cales.

Les monnaies de Cubulteria  portent la légende écrite en alphabet osque. Ils remontent au IIIe siècle, lorsque les Romains séparèrent de force les villes du Samnium, les transformant en une communauté indépendante. Les types sont les mêmes que ceux utilisés par Néapolis à la même période. Certaines pièces portent les lettres ΙΣ également utilisées à Néapolis. Sur l'avers figurent la tête laurée d'Apollon et la légende KVPELTERNUM. Au revers figure un Toro androprosopo (it) qui passe, couronné par la Victoire. Ces types de pièces peuvent être vus sur des médaillons non seulement à Naples, mais aussi dans le nord de la Campanie dans plusieurs villes comme Cales, Sessa Aurunca, Teanum Sidicinum.

## Les routes de Cubulteria

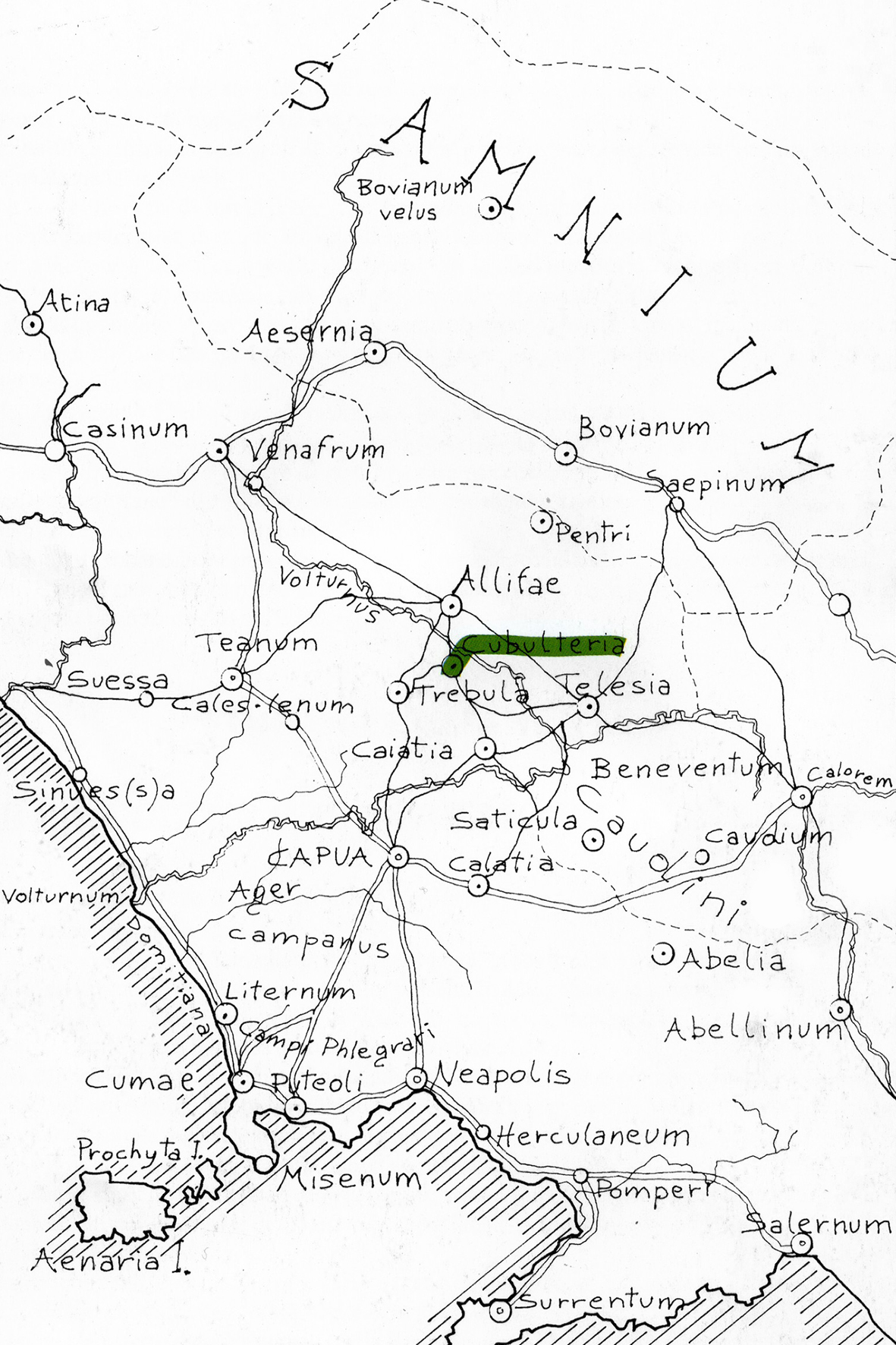
Routes et villes à l’époque romaine.

L'ensemble du territoire de Cubulteria était entouré par la Voie Latine qui, après s'être divisée en deux parties en dehors de Teanum, venait se rejoindre à Alifae, d'où elle continuait vers Telesia et Beneventum. La première branche de la Voie Latine depuis Teanum menait directement à Alifae, la deuxième branche menait à Cales et Trebula Balliensis, puis à Caiatia et au territoire de Cubulteria. Les deux branches de la Voie Latine communiquaient entre elles et menaient à Trebula, Saticula et Cubulteria.
La première route qui sortait de la ville de Cubulteria se dirigeait vers l'ouest pour rejoindre le premier bras de la Voie Latine près de Bage. Cette route était la plus importante parmi celles qui sortaient de Cubulteria car elle était pavée comme la Voie Appienne. Elle a été restaurée et restaurée par M. Acilio qui était duumvir et conservateur de la route elle-même, comme l'indique une épigraphe gravée sur une plaque de marbre qui se trouvait autrefois près de la basilique de Saint Ferdinand et qui a ensuite été perdue.
La seconde partait de Cubulteria et juste à l'extérieur de la ville était divisée en deux parties : une pour Alvignano remontait les collines du château aragonais et de là elle menait à Trebula en passant certainement par Marcianofreddo ; l'autre arrivait également dans la campagne de Trebula en provenance de la région de Cacciapugli et remontait par le château de Dragoni jusqu'à Maiorano di Monte.

## Inscriptions
Ce sont les épigraphes les plus importantes dont on peut tirer des informations utiles pour comprendre la ville de Cubulteria.
« ONAE DEAE SAC(RUM) JULIUS ESUPERIUS D(EDIT) »
« Sacré à la Bonne Déesse, Julius Exuperius d(iede)/d(onò). »
Il s'agit d'un certain Exuperius, dont le nom est très intéressant car il permet de dater très probablement l'écriture du début du IVe siècle C'est peut-être la dédicace postérieure qui nous est parvenue du culte de la déesse Bona, vénérée par les cubultériens. Son culte a pris fin avec une certitude presque absolue au IVe siècle lorsque le christianisme s'est implanté dans nos terres.
« ONAE DEAE SAC(RUM) JULIUS ESUPERIUS D(EDIT)
M(ARCO) AGRIPPAE PATRONO EX D(ECRETO) D(ECURIONUM) »
« À Marcus Agrippa, patron, par décret des décurions. »
Il s'agit d'une dédicace à Agrippa des cubultériens datant d'entre 40 et 12 av. J.-C. Agrippa sous l'empire d'Auguste était donc le saint patron des cubultériens.
« ONAE DEAE SAC(RUM) JULIUS ESUPERIUS D(EDIT)
(DRU)SO TI(BERII) CAESARIS AUG(USTI) F(ILIO) (DIVI) AUGUSTI N(EPOTI) DIVI JULI (PRO)NEPOTI CAESARI CO(N)S(ULI) (PO)NTIFICI D(ECRETO) D(ECURIONUM) »
« À Drusus, fils de Tibère César Auguste, petit-fils du divin Auguste, arrière-petit-fils du divin Jules, César, consul, pontife, par décret des décurions. »
Drusus fut consul pour la première fois en 15 apr. J.-C. et fut désigné consul pour la deuxième fois en 20 apr. J.-C. Entre ces deux dates, l'épigraphe doit être placée.
« ONAE DEAE SAC(RUM) JULIUS ESUPERIUS D(EDIT)
M. AULO M.F. ALBINO PRAEF(ECTO) COH(ORTIS) PRIMI(AE) BREUCOR(UM) II.VIR(O) QUINQ(UENNALI) QUAESTOR(I) CURATORI REIPUB(LICAE) CUBULTERINORUM PATRONO ET ALLIFIS II.VIRO QUINQ(UENNALI) Q(UAESTORI) PATRONO AUGUSTALES L(OCUS) D(ATUS) D(ECRETO) D(ECURIONUM) »
« À Marcus Aulus Albinus, fils de Marcus, préfet de la première cohorte des Bruci, duumvir quinquennal, questeur, conservateur de la république des Culterini, patron, et en Alife duumvir quinquennal, questeur, patron. Les Augustales (placé cette épigraphe). Place accordée par arrêté des décurions. »
L'inscription datant du IIe siècle faisait partie d'une statue en l'honneur de Marcus Aulus Albinus érigée par les habitants de Cubulteria. Il était d'origine locale et après des années d'une carrière militaire comme cavalier dans l'armée romaine, il retourna dans sa ville pour entreprendre une carrière municipale. Le personnage était préfet de la première cohorte auxiliaire des Breuces, une tribu illyrienne probablement installée en Rhétie, il fut duumvir pendant cinq ans, patron des Cubultériens et des Alifiens et enfin questeur : Alvignano vient de son nom. L'archéoclub d'Italie, siège d'Alvignano, voulant se souvenir de lui, a placé une copie de l'épigraphe sur la façade du bâtiment municipal d'Alvignano.